# Willy Leow
Willy Leow (Brandenburg an der Havel, 25 de gener de 1887 - Moscou, 3 d'octubre de 1937) va ser un fuster i polític alemany, militant del Partit Comunista d'Alemanya (KPD).

## Trajectòria
Leow va assistir a l'escola primària a la seva ciutat natal de Brandenburg an der Havel durant els anys de l'Imperi Alemany. Després va aprendre l'ofici de fuster i es va apuntar a l'Escola Educativa dels Treballadors a Berlín. El gener de 1904 es va convertir en membre de l'Associació Alemanya de Treballadors de la Fusta. El mateix any, es va unir al Partit Socialdemòcrata d'Alemanya (SPD), al qual pertanyia el 1916. Després que de participar el 1917 a la fundació de la Lliga Espartaquista, va pertànyer breument al Partit Socialdemòcrata Independent d'Alemanya (USPD99). Posteriorment, a finals de 1918, va ser membre fundador del Partit Comunista d'Alemanya (KPD).
El 1925 va ser elegit vicepresident del Roter Frontkämpferbund (RFB), fundat el 1924, que era l'organització de defensa i protecció del KPD. El 1928 va ser triat com a representant al Reichstag, on va romandre fins a 1933. Més tard, el polític de l'SPD Herbert Wehner, qui era comunista en el període de la República de Weimar, va escriure dècades més tard a les seves memòries, que Leow era «una persona completament corrupta».
Després de l'ascens al poder d'Adolf Hitler, Leow es va exiliar i, des de 1935, va viure a la Unió Soviètica. Va treballar com a editor i cap de l'editorial estatal alemanya a la República Socialista Soviètica Autònoma dels Alemanys del Volga. El 1936 va ser arrestat durant les purgues estalinistes i sentenciat a mort el 3 d'octubre de 1937 per haver «organitzat un grup terrorista trotskista al Col·legi Militar de la Cort Suprema de l'URSS», i va rebre un tret.

## Post mortem
Durant les primeres dècades després de la seva mort, va ser un damnatio memoriae a la República Democràtica Alemanya, és a dir, es va amagar deliberadament a la història de la RDA i la seva imatge va ser exclosa de l'esfera pública. Així mateix, la seva persona no va ser esmentada a propòsit i les empremtes de la seva existència es van eliminar sistemàticament dels documents publicats i les reproduccions d'imatges de la RDA. Leow va ser retocat d'una fotografia àmpliament impresa, on es mostrava al costat d'Ernst Thälmann durant una marxa del RFB a la dècada de 1920. La raó d'aquesta pràctica va ser que l'arrest i assassinat de Leow, un comunista alemany i refugiat del feixisme, per part de l'Estat germà soviètic no encaixava en la imatge històrica de la RDA i, per tant, no es permetia distribuir les seves publicacions.